# Cyrtopodion hormozganum
Cyrtopodion hormozganum là một loài thằn lằn trong họ Gekkonidae. Loài này được Nazarov, Bondarenko & Radjabizadeh mô tả khoa học đầu tiên năm 2012.